# Codul Penal al României
Codul Penal al României este un document care oferă baza legală privind dreptul penal în România. Codul conține 446 de articole. Aceste articole menționează aspecte precum limitele naționale ale legii și infracțiunile care intră sub incidența dreptului penal.
Discreția judiciară este acordată prin utilizarea pedepselor minime și maxime.
Actualul Cod Penal a fost adoptat în 2009 (Legea 286/2009) și a intrat în vigoare la 1 februarie 2014. Acesta conține 446 de articole fiind divizat în două părți: Partea Generală articolele (1-187) și Partea Specială articolele (188-446).
În istoria modernă a României, au existat patru coduri penale, primele trei fiind asociate cu reglementările lui Alexandru Ioan Cuza (1865), Carol al II-lea și Nicolae Ceaușescu, iar codul actual fiind bazat pe o înțelegere modernizată a legii, în contextul european, în secolul XXI. Fiecare dintre aceste coduri a fost modificat de mai multe ori după adoptarea lor, inclusiv în legătură cu schimbarea regimului politic, cum ar fi instalarea regimului comunist după al Doilea Război Mondial și căderea regimului comunist după Revoluția Română din 1989.

## Istorie

### Codul Penal din 1865
Codul Penal al României a fost emis pentru prima dată în 1865, sub conducerea lui A.I. Cuza. Codul (cunoscut și sub denumirea de Codul Cuza) a standardizat legile din Principatul Țării Românești și Principatul Moldovei, care din 1859 fuseseră unite sub un singur Principat. Codul a fost elaborat având la bază mai multe noțiuni din Codul Penal al Franței și din Codul Penal al Prusiei. Codul Cuza includea principiul egalității în fața legii. În locul pedepsei cu moartea, cea mai extremă pedeapsă ce putea fi aplicată legal era munca silnică. Pedepsele crude și neobișnuite erau interzise.
În baza Codului, infracțiunile erau clasificate în trei categorii: crime, delicte și contravenții. Conceptul de tentativă de încălcare a legii nu era menționat în întregul cod; tentativa de a comite o infracțiune era pedepsită la fel de sever ca și cum infracțiunea ar fi avut loc. Complicele trebuia să primească aceeași pedeapsă ca și autorul infracțiunii.
Codul nu incrimina prostituția. Consumarea de cannabis nu era considerată o infracțiune.
Codul Penal din 1865 a marcat începutul legii penale unitare în România.

### Codul Penal din 1936
Codul Penal din 1936 (cunoscut și sub denumirea de Codul Penal al lui Carol al II-lea) a fost introdus pentru a standardiza numeroasele schimbări din sistemul juridic apărute în urma Unirii din 1918. Noua lege a fost actualizată considerabil; prezumția de nevinovăție a fost menționată expres. Pedeapsa a fost definită ca fiind aplicată pentru a pedepsi infracțiunea, nu persoana care o comitea. Conceptul de pedepse individuale (spre deosebire de pedepsele colective) a fost introdus în Cod.
Codul Penal din 1936 a rămas neschimbat în ceea ce privește complicitatea la infracțiune.
Codul penal din 1936 a fost aplicat la nivel național, oferind pentru prima dată o legislație unitară pe teritoriul României, înlocuind Codul Penal Ungar (cunoscut sub denumirea de Codul Csemegi) care fusese în vigoare în Transilvania din 1880 și Codul Penal Austriac (promulgat sub Împăratul Franz Josef I) care fusese în vigoare în Bucovina din 1852.
După venirea comuniștilor la putere, aceștia au făcut mai multe modificări ale Codului, în conformitate cu ideologia comunistă, dar Codul a rămas în vigoare până la 1 ianuarie 1969, când Codul Penal Ceaușescu l-a înlocuit.

### Codul Penal din 1969
Codul Penal din 1969 a fost elaborat sub Nicolae Ceaușescu și în conformitate cu idealurile marxiste. Pedeapsa cu moartea era o pedeapsă legală. Parazitismul social a fost introdus ca infracțiune. Actele homosexuale erau clasificate ca o infracțiune.
Totuși, Codul a păstrat prezumția de nevinovăție. Codul menționa acum expres conceptul de complicitate la infracțiune. De asemenea, includea definiții specifice ale infracțiunii, tentativei, sperjur, violului, mituirii, prostituției, propagandei de război și furtului.

### Modificările post-1989
Codul Penal după Revoluția Română din 1989 a fost actualizat de 29 de ori până în decembrie 2008. Pedeapsa cu moartea a fost înlocuită cu închisoarea pe viață, deoarece Constituția post-comunistă a României interzice pedeapsa capitală. Au fost făcute multe schimbări în Codul Ceaușescu în perioada 1990-2014, pentru a-l curăța de ideologia comunistă și a-l moderniza, inclusiv în ceea ce privește violența domestică și capitolul infracțiunilor sexuale, cu modificări incluzând desfințarea parazitismului, adulterului și relațiilor homosexuale.
Codul a fost și republicat în 1997. În România post-comunistă, reformele Codului Penal din 1969 au mers în mai multe direcții. Pe de o parte, mai multe infracțiuni au fost dezincriminate, fiind considerate învechite sau nepotrivite pentru o democrație. Pe de altă parte, pedepsele pentru mai multe infracțiuni violente împotriva persoanei au devenit mai severe, din cauza preocupării societății pentru violența din perioada de tranziție dificilă.

## Codul Penal din 2014
Un nou Cod Penal (Legea nr. 286/2009) a intrat în vigoare la 1 februarie 2014, împreună cu un nou Cod de Procedură Penală. Conform notelor explicative oficiale publicate înainte de punerea sa în aplicare, noua legislație a avut drept scop simplificarea și accelerarea procedurilor penale, eliminarea suprapunerilor între prevederile Codului Penal și cele din legile speciale, transpunerea reglementărilor europene în legislația națională și asigurarea respectării drepturilor fundamentale prevăzute de Constituție și diverse tratate internaționale semnate de România. În acest context, codul a redefinit conceptul de infracțiuni, a ajustat pedepsele privative de libertate, a modificat mecanismele de calcul al amenzilor penale, a eliminat pedepsele cu închisoare pentru minorii infractori (înlocuindu-le cu măsuri educative) și a introdus noi infracțiuni împotriva persoanelor, proprietății, justiției și comportamentului profesional. Prostituția a fost dezincriminată.

### Structură
Codul este împărțit într-o Parte Generală și o Parte Specială. Partea generală conține dispoziții generale privind infracțiunile, pedepsele, răspunderea penală, statutul minorilor, măsurile de securitate și prescripția, în timp ce Partea specială reglementează infracțiunile individuale, care sunt grupate în douăsprezece titluri, plus un titlu suplimentar cu dispoziții finale. Comparativ cu Codul din 1969, noul cod este mai lung, cu 446 de articole față de cele 363 ale predecesorului său.

### Elaborare
Deși ar fi trebuit să intre în vigoare în iulie 2010, acest moment a fost amânat de către autorități. Modul în care Codul penal și Codul civil au fost aprobate de autorități a fost contestat de către o serie de organizații neguvernamentale din România care au pornit o inițiativă numită Opriți Codurile!. În 13 aprilie 2009, coaliția a depus la Curtea de Apel București o acțiune împotriva Guvernului României și Ministerului Justiției și Libertăților Cetățenești, acuzând cele două instituții publice de încălcarea unui întreg set de acte normative aflate în vigoare, parte dintre acestea fiind enunțate și explicate ulterior în cadrul analizei preliminare.
În final, noul cod penal, cuprins în Legea nr. 286/2009, a intrat în vigoare la 1 februarie 2014, odată cu Legea de aplicare nr. 187/2012 și cu o serie de modificări aduse la versiunea inițială publicată în Monitorul Oficial al României Partea I nr. 510 din 24 iulie 2009. Printre motivațiile amânării intrării în vigare a Noului Cod Penal se număra discrepanța semnificativă dintre acesta și prevederile legilor penale anteriare. În acest scop a fost adoptată Legea nr. 187/2012, ce avea ca scop punerea în acord a legislației existente cu Noul Cod Penal și crearea de prevederi în ceea ce privește judecata posibilelor neînțelegeri dintre cele două părți.
În momentul alcătuirii sale, comisia responsabilă a luat în considerare atât aspecte ale dreptului internațional, cât și ale dreptului domestic. Așadar, principalele influențe străine au venit din partea Codului penal al Italiei și al Austriei, acestea fiind văzute ca printre cele reprezentative pentru perspectiva penală a dreptului european. De asemena, au fost păstrate numeroase principii specifice dreptului penal român, multe dintre ele fiind introduse chiar de către precedentul cod penal, considerându-se că acestea și-au dovedit rostul și competența în cadrul sistemului penal domestic.
Unul dintre principalele obiective ale comisiei a fost unificarea legislației penale prin intermediul codificării cât mai multor legi penale. Așadar, prevederile a întregi legi separate au fost absorbite în cadrul noului cod, cum ar fi, de exemplu, cele ale Legii nr. 78/2000 pentru prevenirea, descoperirea și sancționarea faptelor de corupție, prevederile sale fiind preluate și integrate în cadrul secțiunii din cod dedicată infracțiunilor de corupție și de serviciu.

### Diferențe față de codul precedent

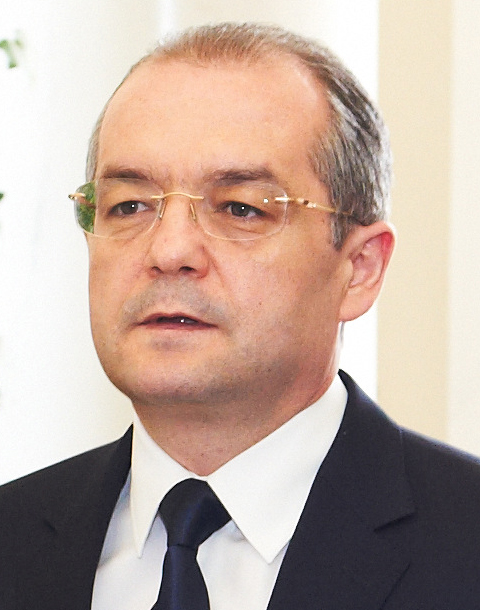
Emil Boc, Prim-ministrul României la momentul adoptării Codului Penal.

Principalele diferențe dintre actualul cod și anteriorul cod penal se aflau în domeniul pedepselor, dar și în încercarea de simplificare a acestuia. 
În privința pedepselor, limitele care au fost date în partea specială fiecăreia dintre infracțiunile înscrise în Cod au fost alese atât în funcție de limitele prezente în alte coduri penale din Europa, cât și de limitele prevăzute până la acel moment în legiuirile domestice anterioare. Au fost înscrise și anumite diferențe mult mai exacte, însă. De exemplu, noul cod penal introduce posibilitatea ca, pe lângă aplicarea pedepsei cu închisoarea, infractorul să fie sancționat și cu o amendă, dacă prin infracțiunea săvârșită s-a încercat obținerea unui folos patrimonial.
În ceea ce privește simplificare, actualul cod penal reușește în cea mai mare parte să simplifice textele de incriminare, evitând posibilele suprapuneri dintre diferitele incriminări și scăzând numărul circumstanțelor de agravare ce aveau corespondenți în circumstanțe agravante. Simplificările au fost efectuate prin contopirea unor articole existente sau prin renunțarea completă în cazul circumstanțelor agravante. De exemplu, cele două variante agravante ale omorului din Codul penal anterior, omorul calificat (art. 175 din vechiul Cod penal) și omorul deosebit de grav (art. 176 v.C.p), au fost contopite în cadrul articolului 188 din noul Cod penal. În același timp, circumstanțele de agravare au fost înjumătățite la număr, de la 16 la 8, fiind păstrate la articolul 189 doar acele circumstanțe atât de periculoase încât nu puteau fi incluse în cadrul variantei-tip a infracțiunii.
Anumite infracțiuni au fost mutate dintr-un titlu în altul în cadrul noului Cod penal. De exemplu, infracțiunea de rele tratamente aplicate minorului (art. 197) a fost mutat din Titlul IX - Infracțiuni care aduc atingere asupra unor relații privind conviețuirea socială, în Titlul I, capitolul II - Infracțiuni contra integrității corporale sau sănătății.
Diferențe de ordin terminologic au fost adoptate pentru a satisface prevederile constituționale, sau pentru a acomoda schimbarea ideologică în plan juridic. De exemplu, "în timp de război" a fost înlocuit cu "în timp de război, pe durata stării de asediu sau a stării de urgență", "împotriva dușmanului" a fost înlocuită cu "împotriva inamicului", etc.
Multe prevederi din Codul anterior au rămas în mare parte aceleași, sau cu modificări minore. De exemplu, cu câteva excepții, conținutul juridic al infracțiunilor de nerespectare a regimului armelor și munițiilor a rămas în mare parte același.

### Modificări
Codul a fost modificat de mai multe ori de-a lungul istoriei sale. 
În 21 iulie 2021 a fost adoptată Legea 207/2021 pentru modificarea și completarea Codului penal. Legea avea drept scop introducerea unor prevederi ale Directivei UE 2019/713 privind combaterea fraudei. Această modificare a fost doar una dintre modalitățile prin care legiuitorul român a încercat apropierea pe cât posibil a sistemului penal român de dreptul penal european. De asemenea, a reprezentat încă un pas în lupta anti-corupție din România.

### Semnificație
Actualul Cod penal al României a reușit în mare măsură să pună capăt anumitor probleme ce caracterizau până la acel moment sistemul juridic român. Printre acestea se număra "meganormativismul" (infracțiuni relativ minore erau prevăzute într-un număr mare de legi). Până la acel moment, pe lângă vechiul cod penal exista și un număr mare de legi penale, care fie conțineau aceleași prevederi, fie îngreunau procesul de impunere a normelor penale. Acest fapt a fost cauzat de intenția scăderii criminalității prin impunerea unui număr cât mai mare de legi penale, fapt care nu a avut vreun efect pozitiv. În urma adoptării unui nou cod penal a fost creat un cadru legislativ coerent, mai suplu și mai ușor de aplicat.

## Critici
Criticile aduse Codului Penal al României sunt multiple și reflectă atât aspecte legate de eficiența aplicării legii, cât și de adaptarea acesteia la realitățile sociale și la standardele internaționale. Deși Codul Penal actual a contribuit semnificativ la unificarea și centralizarea normelor de drept penal, există încă lacune importante, în special în ceea ce privește partea specială a legislației, care nu a beneficiat de aceleași îmbunătățiri ca partea generală. Aceste deficiențe sunt vizibile și în cadrul altor legi speciale, ceea ce face ca aplicarea uniformă a normelor de drept penal să fie dificilă.
Una dintre criticile majore vizează vagitatea unor infracțiuni, cum ar fi „abuzul în serviciu” sau „înșelăciunea”. Definițiile imprecise ale acestora lasă loc pentru interpretări multiple, ceea ce poate duce la aplicarea inegală a legii. Acest lucru poate crea confuzie și incertitudine în rândul autorităților judiciare și poate duce la o justiție mai puțin previzibilă și mai puțin echitabilă.
În domeniul infracțiunilor economice, reglementările sunt adesea considerate prea blânde sau insuficient de clare. Combaterea corupției și a evaziunii fiscale nu este întotdeauna eficientă, iar pedepsele aplicate nu reflectă întotdeauna gravitatea impactului acestor infracțiuni asupra societății și economiei naționale.
Există critici legate de modul în care sunt tratate infracțiunile de violență domestică. Deși s-au făcut progrese importante în ultimii ani, cadrul legislativ rămâne incomplet, iar aplicarea sancțiunilor nu este întotdeauna eficientă. Victimele violenței domestice se confruntă adesea cu dificultăți semnificative în obținerea protecției și justiției.
Pe de altă parte, Codul Penal a fost criticat și pentru disproporția pedepselor aplicate în anumite cazuri. Infracțiunile minore pot atrage pedepse severă, ceea ce ridică întrebări privind adecvarea acestora în raport cu gravitatea faptei comise. Astfel de măsuri pot contribui la încărcarea inutilă a sistemului penitenciar și la lipsa unui sistem mai eficient de sancționare a infracțiunilor mai puțin grave.
Condițiile din închisorile din România au fost un subiect constant de critică. Supraaglomerarea în închisori și condițiile de trai improprii au dus la numeroase condamnări din partea Curții Europene a Drepturilor Omului, care a subliniat tratamentele inumane și degradante aplicate deținuților. Aceste probleme sunt un semn al unui sistem penitenciar care necesită reforme substanțiale pentru a respecta standardele europene și pentru a asigura drepturile fundamentale ale deținuților.
Modificările frecvente ale Codului Penal creează confuzie și dificultăți în aplicarea consistentă și corectă a legii. Această instabilitate poate duce la erori judiciare și abuzuri, mai ales în contextul în care magistrații nu sunt întotdeauna pregătiți să facă față schimbărilor constante ale legislației.
În ceea ce privește corupția, deși există reglementări clare privind infracțiunile de corupție, aplicarea sancțiunilor rămâne o provocare. Sistemul judiciar adesea nu reușește să pedepsească în mod corespunzător persoanele influente, iar procesele pot fi lungi și ineficiente, ceea ce permite unora să scape de răspunderea penală.
Codul Penal al României continuă să prezinte discrepanțe față de legislația europeană, în special în ceea ce privește drepturile fundamentale ale omului. Unele practici legale, în special cele legate de apărarea inculpaților, sunt incompatibile cu standardele europene.